# Für Sie
Für Sie ist eine deutsche Frauenzeitschrift, die zweiwöchentlich von der Mediengruppe Klambt in Hamburg herausgegeben wird. Die verkaufte Auflage beträgt 147.508 Exemplare, ein Minus von 75,8 Prozent seit 1998.
Die Zeitschrift wurde 1957 vom Jahreszeiten Verlag gestartet. Zum fünfzigjährigen Jubiläum erschien im März 2007 eine Sonderausgabe. Im November erschien das Heft 25/2007 als Sonderausgabe, in der es als Wendeheft eine 40-seitige Ausgabe Für Ihn gab.
Im September 2018 wurde die Zeitschrift von der Mediengruppe Klambt übernommen. Seit November 2019 werden Für Sie und Petra von einer von Sabine Bartels geleiteten Gemeinschaftsredaktion produziert.